# Repartición (Barranca)
Repartición es una localidad peruana ubicada en el distrito de Supe Puerto, perteneciente a la provincia de Barranca del departamento de Lima, en la costa central del Perú. 

## Ubicación
Repartición se ubica al suroeste de la provincia de Barranca, en el distrito de Supe Puerto, en el departamento de Lima.

## Demografía
En 2017 Repartición tenía una población de 9 habitantes.
| Gráfica de evolución demográfica de Repartición entre 1993 y 2017 |
|                                                                   |
| Fuentes: Población 1993 y 2017                                    |